# Nymphidium balbinus
Nymphidium balbinus is een vlindersoort uit de familie van de prachtvlinders (Riodinidae), onderfamilie Riodininae.
Nymphidium balbinus werd in 1887 beschreven door Staudingerl.